# 上塩原温泉
上塩原温泉（かみしおばらおんせん）は、栃木県那須塩原市（旧国下野国）にある塩原温泉郷塩原十一湯の一つの温泉。塩原温泉郷の中では歴史が新しい温泉である。
　

## 泉質
- 塩化物泉
- 炭酸水素塩泉
- 単純温泉
  - 源泉温度 : 42 - 51℃
  - 源泉数 : 12ヶ所

### 効能
- きりきず・やけど・慢性皮膚病・虚弱児童・慢性婦人病

※注 : 効能はその効果を万人に保証するものではない　

## 温泉街
日塩もみじラインの入り口をすぎて国道400号と箒川の支流尾頭沢が接する近辺に位置する。
箒川の支流尾頭沢沿いに温泉宿が点在する。
　

## 歴史
塩原温泉郷の中にあって中塩原と同じく比較的新しい温泉である。源泉は管理されており、集中給湯が実施されている。

## アクセス
- 鉄道 :
  - 東北新幹線那須塩原駅または宇都宮線西那須野駅よりJRバスで約40 - 60分、終点の塩原温泉バスターミナルへ。
  - 野岩鉄道上三依塩原温泉口駅または塩原温泉バスターミナルよりゆ～バス上三依線で「上塩原」バス停下車。
- 車の場合は、東北自動車道西那須野塩原ICより国道400号へ約25分。